# ديفيد باسا
ديفيد باسا هو لاعب كرة قدم فلبيني في مركز الوسط، ولد في 2 أبريل 1989 في الفلبين. شارك مع منتخب الفلبين تحت 23 سنة لكرة القدم ومنتخب الفلبين لكرة القدم. أما مع النوادي، فقد لعب مع نادي غلوبال.

## وصلات خارجية
- الموقع الرسمي
- ديفيد باسا على موقع قاعدة بيانات كرة القدم.إي يو (الإنجليزية)
- ديفيد باسا على موقع ناشيونال فوتبول تيمز (الإنجليزية)